# Condado de Madison (Illinois)
O Condado de Madison é um dos 102 condados do Estado americano de Illinois. A sede do condado é Edwardsville, e sua maior cidade é Edwardsville. O condado possui uma área de 1 918 km² (dos quais 40 km² estão cobertos por água), uma população de 258 941 habitantes, e uma densidade populacional de 138 hab/km² (segundo o censo nacional de 2000). O condado foi fundado em 14 de setembro de 1812.